# Велика Сирія
Велика Сирія (араб. سوريّة الكبرى) або просто Сирія, це термін, який позначає регіон Близького Сходу, на сході Середземного моря або Левант.
Класична арабська назва Сирії Шам (араб. الشام ash-Shām), яка в наступні століття стала позначати тільки Дамаск в арабській балачці Леванту, доісламська назва терену, Сирія, використовувалась до розпаду Османської імперії у 1918.

## Історична Сирія
Межі терену, відомого як Сирія змінювалися з плином часу. У найзагальнішому історичному сенсі, як правило, відноситься до області, яка охоплює сучасну Сирію, Ізраїль, Йорданію, Ліван, палестинські території, частини Іраку, Ірану, і південної Туреччини, в тому числі Александретта і стародавнє місто Антіохія, доісламська столиця Сирії.
У давнішому і більш широкому сенсі цього слова, Сирія включала Месопотамію, і невизначені кордони на північному сході, Пліній Старший описує Сирію, із заходу на схід, Коммагена, Софена, й Адіябена, раніше відома як Ассирія.
За часів Плінія, Велика Сирія була розділена на низку провінцій Римської імперії (політично незалежні одна від одної): Юдея, пізніше перейменована у Палестину в 135 від Р.Х. (терен, відповідає сучасній Палестині, Ізраїлю, і Йорданії) на крайньому південному заході, Фінікія відповідає Лівану, Дамаск — внутрішня Фінікія, Порожня Сирія на південь від річки Нар аль-Кабір аль-Джаноубі (Nahr al-Kabir al-Janoubi), і Месопотамія.

### Античність
Геродот використовує Συρία стосовно Каппадокії  Греки використовували, терміни Сирія та Ассирія майже як синоніми, але в Римській імперії, терміни Сирія і Ассирія стали різнитись. "Сирія" римляни використовували для "тієї частини імперії розташованій між Малою Азією і Єгиптом", тобто західного Леванту, в той час як "Ассирія" була частиною Перської імперії, і тільки тимчасово перейшла під контроль Римської імперії (116 -118 від Р.Х., відзначаючи історичний пік римської експансії).

### Середньовіччя
Край було приєднано ісламським халіфатом після перемоги рашидунів над Візантійською імперією в битві при Ярмук, і став відомий під його арабського назвою, аш-Шам. Під час влади Омеядів Шам був розділений на п'ять джунд або військових округів. Це Джунд Дамаск, Джунд Хомсі, Джунд Філастін і Джунд аль-Урдунн. Пізніше Джунд Кіннасрін було створено з частини Джунду Хомсі. Місто Дамаск був столицею ісламського халіфату, за часів аббасидської династії.

### Сучасність

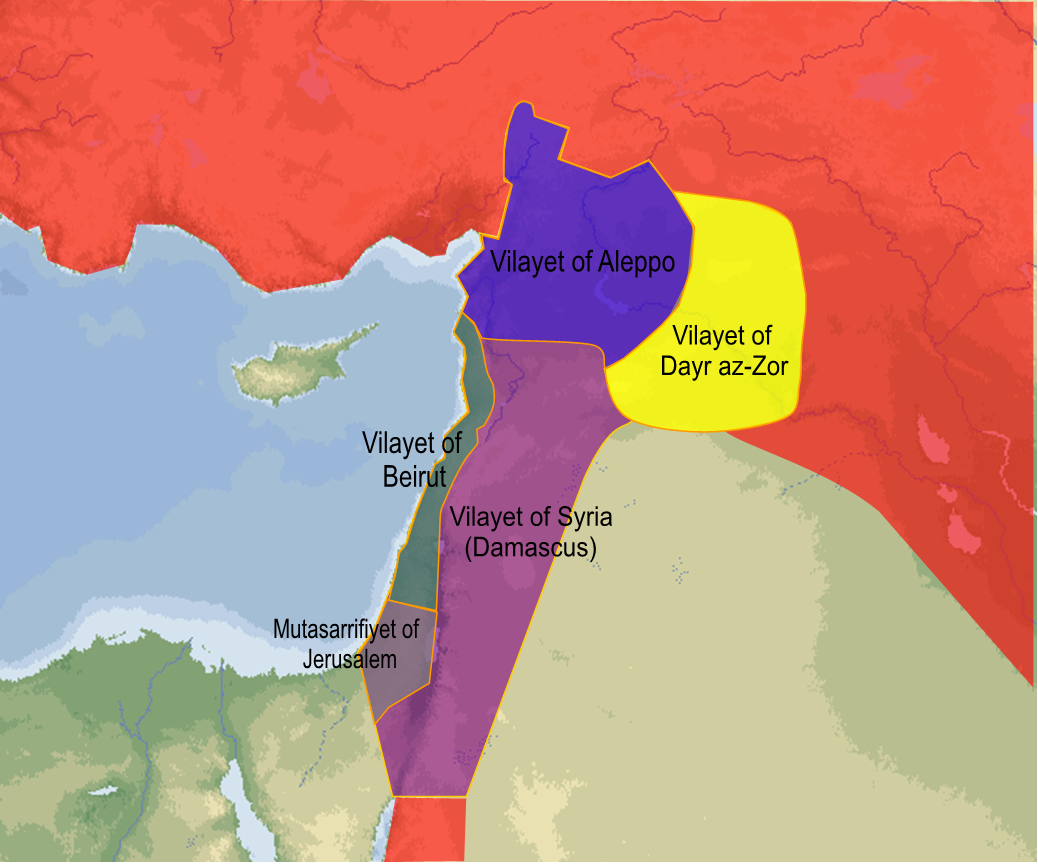
Розкраяння Османської імперії у 1918

Держави французького мандату

Пізніше під владою Османської імперії, Велика Сирія була розділена на вілаєти або під-провінції межі яких і столиці в них з часом змінювалася. Це вілайєти Алеппо, Дамаск, Бейрут і ще два спеціальні райони — Гірський Ліван і Єрусалим. Вілайєт Алеппо займав північ сучасної Сирії плюс райони південної частини Туреччини, вілаєт Дамаск займав південну Сирію та сучасну Йорданію, вілаєт Бейрут покриті Лівані та Сирійською узбережжя від порту міста Латакія на південь до Галілею , в той час як вілаєт Єрусалим займав терен з півдня Галілеї, і на захід від річки Йордан і Ваді Арава.
Хоча населення регіону переважали мусульмани-суніти, на терені також мешкали шиїти, алавіти і ісмаїліти, сирійсько-православні, мароніти, грецько-православні і мелькіти, мізрахі і друзи.
Після конференції в Сан-Ремо і поразки короля Фейсала І і скасування монархії в Сирії в битві при Майсалуні, французький генерал Анрі Гуро, порушуючи умови мандату, поділяють французький мандат у Сирії на шість держав. Це: 
- Держава Дамаск (1920),
- Держава Алеппо (1920),
- Алавітська держава (1920),
- Джабаль аль-друз (1921),
- автономний Санджак Александретта (1921) (сучасний Хатай)
- держава Великий Ліван (1920) яка пізніше стала сучасною країною Ліван.

## Сирійський націоналізм

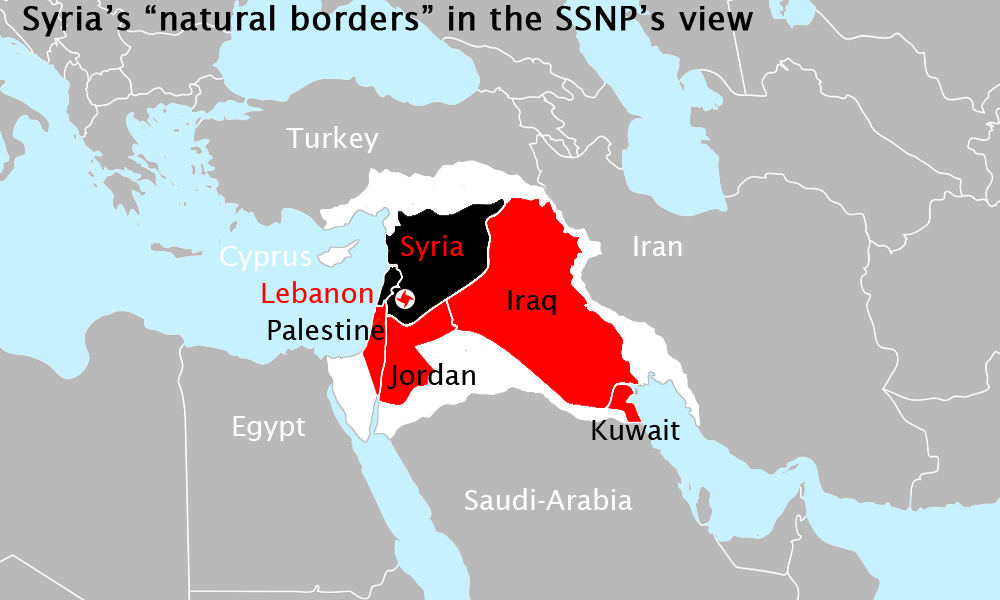
Велика Сирія згідно з концепцією Сирійської націонал-соціалістичної партії

Націоналістична ідеологія розроблена засновником Сирійської націонал-соціалістичної партії, Антун Саадех, де Сирія розглядається як геокультурне середовище, в якій Сирійська національна держава —  Сирійський Родючий півмісяць.
Саадех відхилив мову і релігію, як визначальну характеристику нації, і замість цього стверджував, що нації розвиваються через спільний розвиток народів, що населяють певний географічний регіон. Він позначив природні кордони Сирії — від хребта Східний Тавр на північному заході і гір Загрос на північному сході, Суецький канал і Червоне море, в тому числі Синайський півострів і  затока Акаба на півдні, схід Середземного моря, включаючи острів Кіпр на заході, і обмежено Аравійською пустелею і Перською затокою на сході.
У 1940-і роки, Британія таємно виступали за створення Великої Сирії, що забезпечило б Англії пільговий статус у військовій, економічній та культурній галузях, в обмін на повне припинення єврейських амбіцій в Палестині. Франція і Сполучені Штати виступали проти британського панування в регіоні, що в кінцевому підсумку призвело до створення Ізраїлю.